# Lymantria takasagonis
Lymantria takasagonis este o specie de molii din genul Lymantria, familia Lymantriidae, descrisă de Matsumura 1933 Conform Catalogue of Life specia Lymantria takasagonis nu are subspecii cunoscute.